# Lemonade Mouth
Lemonade Mouth é um filme musical de 2011, original do Disney Channel, baseado no livro de mesmo nome escrito por Mark Peter Hughes. O filme foi dirigido por Patricia Riggen e estreou em 15 de abril de 2011 no canal, sendo visto por 5,7 milhões de pessoas.. Lemonade Mouth mostra a realidade dos fracassados do colégio. Diferente de outros filmes da Disney Channel, onde o foco sempre são casais e garotas más, Lemonade é exatamente o oposto disso: a história gira em torno de cinco jovens nada populares, não há alguma garota popular e sim um diretor tirano e uma banda rival tentando destruir a reputação dos protagonistas e o foco principal são as familias desestruturadas que reprimem seus filhos. O filme é protagonizado por Bridgit Mendler, Adam Hicks, Hayley Kiyoko, Naomi Scott, Blake Michael e Nick Roux. Tem como antagonista principal Chris Brochu.
Em Portugal, o filme passou no Disney Channel, na versão original com legendas em português.

## Sinopse
O filme conta a vida de cinco jovens comuns dados como fracassados que, por motivos diversos, acabam todos indo pra detenção no mesmo dia, localizada na sala de música dentro do porão, junto com todos os outros clubes que não renderam dinheiro ao colégio como teatro, sala audiovisual, clube de matemática, xadrez e tudo que não seja relacionado ao futebol. Na detenção se entretêem com os instrumentos e dons que contém: Olivia (Bridgit Mendler) tem uma linda voz,  Wen (Adam Hicks) toca teclado, Charlie (Blake Michael) bateria, Stella (Hayley Kiyoko) guitarra e Mo (Naomi Scott) violino e baixo. Os cinco acabam tocando juntos, o que disperta o interesse da professora de música Srtª Reznick (Tisha Campbell-Martin), que os ouve por acaso e percebe logo o dom deles juntos.que são separados.
Com a proposta de se inscreverem no principal festival de bandas da cidade, que vale a gravação de um disco, os cinco acabam formando o Lemonade Mouth, nome inspirado pela maquina de limonada presente no porão. Porém quando o resto dos jovens descobrem que um bando de fracassados ameaça a liderança absoluta do Mudslide Crush, a banda mais famosa e amada do colégio liderada por Ray (Chris Brochu), começam ameaças, provocações e sabotagens para tirar o Lemonade Mouth da disputa. A banda terá que aprender a lidar com a falta de incentivo das pessoas, do colégio e das famílias, além de comprarem a briga para salvar a maquina de limonada da extinção do diretor Brenigan (Christopher McDonald) que quer joga-la no lixo por ser concorrente do energético que patrocina os esportes.

## Elenco
O elenco principal do filme foi confirmado pelo portal online do Disney Channel em 15 de abril de 2011, sendo que logo após sua estreia, o IMDB incluiu em sua página o restante do elenco.
Elenco principal
- Bridgit Mendler como Olivia White
- Adam Hicks como Wendell "Wen" Giffordes
- Hayley Kiyoko como Stella Yamada
- Naomi Scott como Mohini "Mo" Banjaree
- Blake Michael como Charles "Charlie" Delgado
- Nick Roux como Scott Pickett
- Chris Brochu como Ray Beech
- Tisha Campbell-Martin como Jenny Reznick (professora de música)
- Christopher McDonald como Stanley Brenigan (diretor)

Elenco secundário
- Bob Jesser como pai do Wen
- Ariana Smythe como Sydney (Madrasta do Wen)
- Judith Rane como avó da Olivia
- Aimee Dale como mãe da Stella
- Scott Takeda como pai da Stella
- Brendan Clark	como Timothy Yamada (Irmão mais novo da Stella)
- Paul Clark como Andrew Yamada (Irmão mais novo da Stella)
- Shishir Kurup como pai da Mo
- Riti Sachdeva	como mãe da Mo
- Phil Luna como pai do Charlie
- Lora Martinez-Cunningham como mãe do Charlie
- Caitlin Ribbans como Jules
- Ryan Montano	como Tommy Delgado (Irmão mais velho do Charlie)
- Isaac Kappy como Melissa

## Personagens
- Olivia White (Bridgit Mendler) — Doce e tímida, nunca teve amigos no colégio onde estuda a anos. Nerd, estudiosa e deslocada, almoça dentro do armário de faxina por vergonha de socializar com outros alunos. Vive com sua avó, pois sua mãe morreu muito jovem, deixando apenas o velho gato de estimação que está também nos últimos dias. Olivia guarda um grande segredo do passado sobre seu pai, que será revelado no momento certo. Tem uma encantadora voz e uma capacidade enorme de compor que esconde atrás do medo de se expor em público.

- Wen Gifford (Adam Hicks) — Musicalmente domado, Wen compõe, toca teclado e guitarra e gosta de atribuir às canções seu próprio rap. Apesar de ter alguns colegas, não se importa com grandes amigos e status no colégio, sempre estando envolvido com algum tipo de atividade. É extremamente revoltado com a separação de seus pais, quando sua mãe abandonou a família e fugiu para longe, e tem profundo ódio da nova namorada de seu pai, uma universitária 10 anos mais jovem com quem vai fazer de tudo para que não se mude para sua casa, seu território.

- Stella Yamada (Hayley Kiyoko) — Rebelde, se muda para o colégio 2 meses depois de começarem as aulas e já arruma brigas em seu primeiro dia com as patricinhas de que tanto detesta e atritos com o diretor Brenigan por tentar começar uma greve de alunos inspirada em sua camiseta escrita "questione a autoridade". É ignorada por sua família de superdotados, sendo a única entre seus pais e irmãos que não tem uma super inteligencia. Está sempre tentando provar que também pode ser boa em algo, embora não tenha sucesso em nada que não seja tocar guitarra.

- Mohini "Mo" Banjaree (Naomi Scott) — Violinista clássica, acaba se apaixonando mesmo por tocar baixo. Filha de indianos, seus pais cobram que ela seja uma perfeita indiana e desaprovam que use roupas modernas, maquiagem ou que frequente festas e lugares fora do colégio, embora ela se sinta reprimidamente uma tipica americana. Troca de roupas no colégio para poder se sentir aquilo que considera ser "normal" e, apesar de namorar um dos caras mais populares do colégio, é vista como a certinha. Tem que enfrentar o dilema de enfrentar seus pais para ser quem ela é e ao mesmo tempo tocar na banda rival de seu namorado.

- Charles "Charlie" Delgado (Blake Michael) - É apaixonado por tocar bateria, mas seus pais o pressionam para que jogue futebol como seu irmão, um super astro da geração passada do colégio onde estuda. Apesar de ser péssimo no jogo, sucumbe aos desejos sua família pela obrigação de ser tão bom quanto seu irmão era, uma comparação da qual não consegue se livrar. Tem uma paixão por Mo, mas ela sempre verá ele apenas como amigo, o que em algum momento poderá causar um desconforto.

- Scott Pickett (Nick Roux) — Scott é o namorado de Mo e tem sua própria banda junto com outros garotos da escola, que faz muito sucesso entre os jovens. Mas depois de Mohini ver ele paquerando outra garota, eles terminam. No final do filme, Scott ajuda o Lemonade Mouth e se torna o novo guitarrista da banda, retornando assim seu namoro com "Mo".

- Ray Beech (Chris Brochu) — O cara mais popular do colégio, capitão do futebol e líder de uma das bandas mais famosas da cidade, o Mudslide Crush. Vê no Lemonade Mouth a ameaça de perder o posto de grande controlador para um grupo de fracassados em ascensão.

## Personagens no livro
- Olivia Whitehead
- Wen Gifford
- Stella Pen
- Mo Banerjee
- Charlie Hirsh

## Estreias Internacionais
| País                                                                         | Canal                            | Estreia                                                                                   | Título                                     |
| ---------------------------------------------------------------------------- | -------------------------------- | ----------------------------------------------------------------------------------------- | ------------------------------------------ |
| Estados Unidos                                                               | Disney Channel Estados Unidos    | 15 de Abril de 2011                                                                       | Lemonade Mouth                             |
| Canadá                                                                       | Family Channel e Vrak.tv         | 22 de Abril de 2011 24 de Junho de 2011 (What's What Edition)                             | Lemonade Mouth                             |
| Israel                                                                       | Disney Channel                   | 28 de Abril de 2011                                                                       | 'לימונייד מאות (Lemonade Mouth)            |
| França                                                                       | Disney Channel França            | 04 de Maio de 2011                                                                        | Lemonade Mouth                             |
| Países Baixos                                                                | Disney Channel                   | 13 de Maio de 2011                                                                        | Lemonade Mouth                             |
| Bélgica                                                                      | Disney Channel                   | 13 de Maio de 2011                                                                        | Lemonade Mouth                             |
| Itália                                                                       | Disney Channel                   | 13 de Maio de 2011                                                                        | Lemonade Mouth                             |
| Bulgária                                                                     | Disney Channel                   | 14 de Maio de 2011                                                                        | Лимонадената банда                         |
| Roménia                                                                      | Disney Channel                   | 14 de Maio de 2011                                                                        | Lemonade Mouth                             |
| Hungria                                                                      | Disney Channel Hungria           | 14 de Maio de 2011                                                                        | Limonádé                                   |
| Chéquia                                                                      | Disney Channel República Checa   | 14 de Maio de 2011                                                                        | Limonade Mouth                             |
| Polónia                                                                      | Disney Channel                   | 14 de Maio de 2011                                                                        | Lemoniada Gada                             |
| Ucrânia                                                                      | Disney Channel                   | 14 de Maio de 2011                                                                        | Лимонадний голос український дубляж        |
| Rússia                                                                       | Disney DVD Disney Channel Russia | 17 de Maio de 2011 07 de Abril de 2012                                                    | Лимонадный голос                           |
| Grécia                                                                       | Disney Channel                   | 21 de Maio de 2011                                                                        | Lemonade Mouth                             |
| Grécia                                                                       | New Hellenic Television (NET)    | 10 de Setembro de 2011                                                                    | Παγωμένη Λεμονάδα (Ice Lemonade)           |
| Arábia Saudita                                                               | Disney Channel                   | 21 de Maio de 2011                                                                        | Lemonade Mouth                             |
| Austrália                                                                    | Disney Channel Austrália         | 21 de Maio de 2011                                                                        | Lemonade Mouth                             |
| Nova Zelândia                                                                | Disney Channel Austrália         | 21 de Maio de 2011                                                                        | Lemonade Mouth                             |
| Turquia                                                                      | Disney Channel                   | 21 de Maio de 2011                                                                        | Lemonade Mouth                             |
| Sérvia                                                                       | Disney Channel                   | 21 de Maio de 2011                                                                        | Lemonade Mouth                             |
| Alemanha                                                                     | Disney Channel Alemanha          | 21 de Maio de 2011                                                                        | Lemonade Mouth - Die Geschichte einer Band |
| República da China (Taiwan)                                                  | Disney Channel                   | 28 de Maio de 2011                                                                        | Lemonade Mouth                             |
| Filipinas                                                                    | Disney Channel Ásia              | 12 de Junho de 2011                                                                       | Lemonade Mouth                             |
| Índia                                                                        | Disney Channel Ásia              | 12 de Junho de 2011                                                                       | Lemonade Mouth                             |
| Singapura                                                                    | Disney Channel Ásia              | 12 de Junho de 2011                                                                       | Lemonade Mouth                             |
| Malásia                                                                      | Disney Channel Ásia              | 12 de Junho de 2011                                                                       | Lemonade Mouth                             |
| Vietname                                                                     | Disney Channel Ásia              | 12 de Junho de 2011                                                                       | Lemonade Mouth                             |
| Japão                                                                        | Disney Channel Japão             | 16 de Julho de 2011                                                                       | レモネード・マウス                         |
| Argentina · Colômbia · Chile · México · Equador · Venezuela · Peru · Uruguai | Disney Channel Latino America    | 16 de Junho de 2011 (Disney DVD) 18 de Agosto de 2011 (HBO Family) 11 de Novembro de 2012 | Lemonade Mouth                             |
| Brasil                                                                       | Disney Channel Brasil            | 16 de Junho de 2011 (Disney DVD) 18 de Agosto de 2011 (HBO Family) 11 de Novembro de 2012 | Lemonade Mouth                             |
| Reino Unido · Irlanda                                                        | Disney Channel                   | 16 de Setembro de 2011 24 de Setembro de 2011 (Versão sing along)                         | Lemonade Mouth                             |
| Espanha                                                                      | Disney Channel Espanha           | 25 de Novembro de 2011 30 de Novembro de 2011 (DVD)                                       | Lemonade Mouth                             |
| Portugal                                                                     | Disney Channel Portugal          | 4 de novembro de 2011 (Disney Channel) 8 de dezembro de 2011 (SIC)                        | Lemonade Mouth                             |